# Prameny Vltavy
Prameny Vltavy byl zajatecký, internační a pracovní tábor, který se nacházel v katastru obce Bučina na Šumavě.

## Historie
Původně turistická chata Klubu českých turistů ve Volyni s kapacitou zhruba 40-50 lůžek, byla za II. světové války převedena do majetku německé lesní správy. V roce 1942 byla upravena za účelem internace sovětských válečných zajatců. Chata byla přestavěna a obehnána dvěma tří- až čtyřmetrovými ploty. Zajatci sem byli skutečně počátkem roku 1942 umístěni. V roce 1943 přešel tábor přímo do kompetence Waffen SS. Je nezvyklé, že tábor nebyl nikdy oficiálně registrován v seznamu zajateckých táborů; existence tábora byla z neznámých důvodů přísně tajena. Jedním z mála důkazů o existenci tábora je útěk dvou ruských zajatců, ti byli dopadeni a zastřeleni, těla byla pochována na Kvildě. Zajatci z tohoto tábora pracovali na budování cest a těžbě dřeva v katastrech obcí Knížecí Pláně a Bučina. Na jaře ke konci války v roce 1945 byl Němci koncentrační tábor rychle opuštěn. O osudu zde umístěných vězňů se nepodařilo nic zjistit.

## Spekulace
Herbert Fastner ve své knize tvrdí, že zajatci z tábora byli jeden týden před koncem války přesunuti do Rattenbergu v Tyrolsku. Vzhledem k situaci a chaosu, který na konci války panoval, je ale silně nepravděpodobné, že by k tak dalekému přesunu bylo vůbec došlo; s největší pravděpodobností byli zajatci popraveni. Hromadný hrob se však dodnes nenašel. 
V táboře byli údajně soustředěni převážně sovětští důstojníci a specialisté, jako stavaři a důlní inženýři, kteří měli od podzimu roku 1944 budovat v prostoru Stolová hora – Bučina – Františkov podzemní štoly, které snad mohly být součástí předpokládané pevnosti Böhmerwald-Festung; údajně vybudované štoly se však dosud nenašly.